# Hubert Numrich
Hubert Numrich (* 19. Dezember 1958 in Darmstadt; † 2. Januar 2020 ebenda) war ein deutscher Kampfsportler und Trainer. Höhepunkte seiner Kampfsportkarriere waren Kämpfe gegen die K-1-Legenden Peter Aerts und Ernesto Hoost sowie gegen den damaligen Kickboxer Vitali Klitschko. Hubert Numrich galt als erster deutscher „Freefighter“ und Wegbereiter für das heutige MMA in Deutschland. Mit seinen mehr als 40 Jahren Kampfsporterfahrung trainierte er viele heute erfolgreiche Kampfsportler.

## Leben
In den 90er Jahren gründete Numrich die Kampfsportschule „Sharks Gym“ im damaligen sozialen Brennpunkt Darmstadt-Kranichstein, welche später von der Stadt als soziales Projekt unter dem Motto „Gewaltprävention durch Kampfsport“ fortgeführt wurde. Später gründete er eine weitere Kampfsportschule namens „Raptors Gym“ in Darmstadt.

## Kampfsport
Der mehrmalige deutsche Kickboxmeister beherrschte 13 verschiedene Kampfsportarten und bestritt in seiner Laufbahn 250 Kämpfe in 20 verschiedenen Ländern. Er kämpfte in den umstrittenen achteckigen Käfigen in den Niederlanden, in Brasilien und Las Vegas. Als erster deutscher Kickboxer nahm er 1995 am „K-1 World Grand Prix“, in dem Kämpfer aus verschiedensten Kampfkünsten gegeneinander antreten, in Japan teil. Dort unterlag er der weltberühmten K1-Legende Ernesto Hoost.
Zu seinen größten Kämpfen  zählt der Kampf um die Kickbox-Weltmeisterschaft gegen Vitali Klitschko in Paris im Jahr 1991. Nach einem Punktentscheid konnte dieser gegen Numrich  gewinnen.

## Titel
- Deutscher Meister
- Europameister
- Vizeweltmeister WAKO